# 63363 Guengerich
63363 Guengerich este o planetă minoră (asteroid) din centura de asteroizi. A fost descoperită pe 25 martie 2001 la Observatorul Național Kitt Peak de Marc Buie⁠(d). 
Obiectul prezintă o orbită caracterizată de o semiaxă mare de 2,2676195157863 UAi, o excentricitate de 0,1342483179869, o înclinație de 6,0709644472166 ° în raport cu ecliptica.